# Isiwan
I Siwi (o Isiwan) sono gli abitanti dell'oasi di Siwa, nel Deserto Occidentale in Egitto. Parlano la lingua siwi, una varietà di berbero, ma sono generalmente bilingui e conoscono anche l'arabo egiziano e talvolta beduino. I Siwi sono 30.000, sparsi in villaggi anche molto lontani tra di loro.

### Fonti
- I Siwi su egypt-cairo.com [collegamento interrotto], su egypt-cairo.com.
- Siwa su egittopercaso.net, su egittopercaso.net.